# 東急6000系電車 (2代)
東急6000系電車（とうきゅう6000けいでんしゃ）は、2008年（平成20年）3月28日に営業運転を開始した東急電鉄の通勤形電車である。
東急で6000系を名乗る形式はこれで2代目になるため、「新6000系」と呼ばれることもある。

## 概要
大井町線では1993年以降、田園都市線のバイパス路線としての機能を持たせることを目的に輸送力増強工事が行われており、この一環として2008年3月28日から、それまで全列車5両編成で運行されていた大井町線に6両編成の急行列車を運行することとなり、これに充当する車両として製造されたものである。
「人と環境にやさしい車両」を全体の設計コンセプトとして、東急ですでに標準車両としていた5000系列を設計のベースとしている。
2008年3月28日付で6両編成6本が導入された。

## 車両概説
5000系をベースに設計されている。5000系6次車が製造時期としては近いが、同時期に登場した7000系とともに主に内装面でより洗練された仕様となっており、これらは後に5000系の増備車にも取り入れられている。

### 車体
5000系列と共通の部材を使用したオールステンレス車体である。先頭車前面は繊維強化プラスチック （FRP）製で、運転室から見て右側にオフセット配置された非常用貫通扉を有する。形状は5000系列と異なる特徴的なくさび形とされた。前照灯と尾灯は下部両サイドに縦一列に配置されている。
車体配色は5000系列までの車両とは異なり、前面と側面窓上から屋根にかけて東急のコーポレートカラーである赤を配しており、色調も紅色（カーマイン）やマルーンに近いものとなっている。側面には大井町線のラインカラーである橙色が配されており、裾部の帯に加えて、スピード感の演出のため1両あたり2か所、天地いっぱいに前面形状に準じた「くの字」形のグラフィックが配されている。これは編成中央の3・4号車を境に両端に向かうデザインとされている（左写真二子新地のものを参照）。最初に落成した6101Fのみ、側面幕板部の赤帯と裾部の橙色の帯がない状態で出場し、長津田検車区への搬入後に貼付されている。
床面高さはレール面から1,130mmであり、レール面から1,100mmのプラットホームとの段差を低減している。
冷房装置は能力61.05kW（52,500kcal/h）の集中式を屋根上に1基搭載する。装置内の電熱ヒーターおよびヒートポンプ式冷凍サイクルを活用した冬期の暖房や除湿も可能としている。5000系列と同じく奇数編成が三菱製、偶数編成が日立製を搭載しており、7両化用の中間車も同様であったが、Qシート車両は2両とも三菱製となった。
前面と側面の種別・行先表示器はフルカラーLED式である。8500系・8090系・2000系や、5000系列の大多数では種別部分のみフルカラーとし、行先部分は白色としてきたが、本系列では全てフルカラーとなっている。
なお、大井町線でドアカットを行っている九品仏駅は急行通過駅であるため、ドアカットを示すステッカーは貼付されていない。

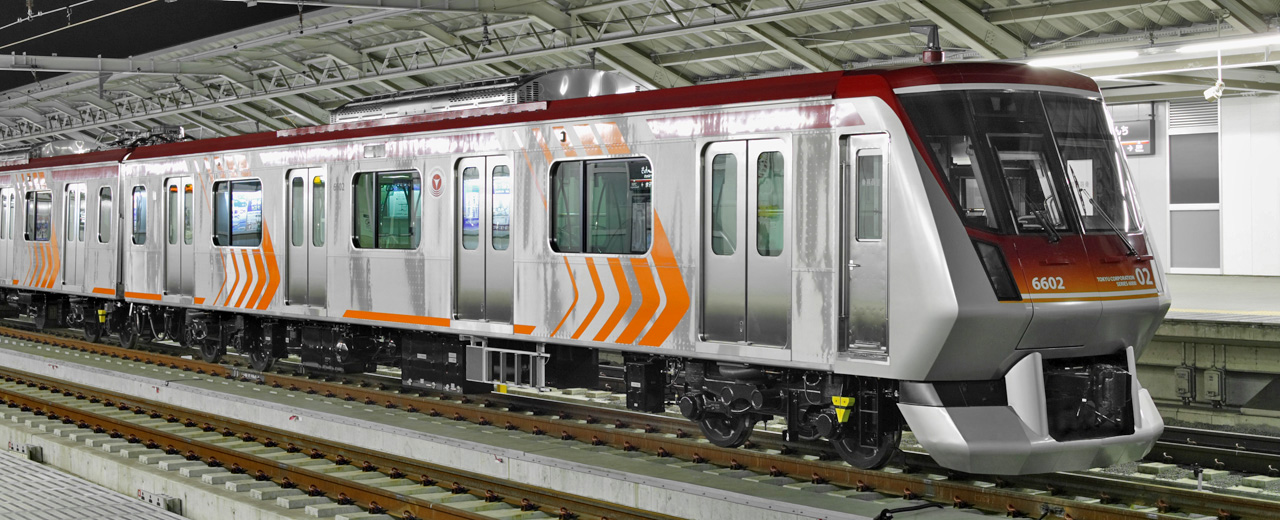
クハ6600形（溝の口方制御車） （2008年2月29日 / 二子新地駅）
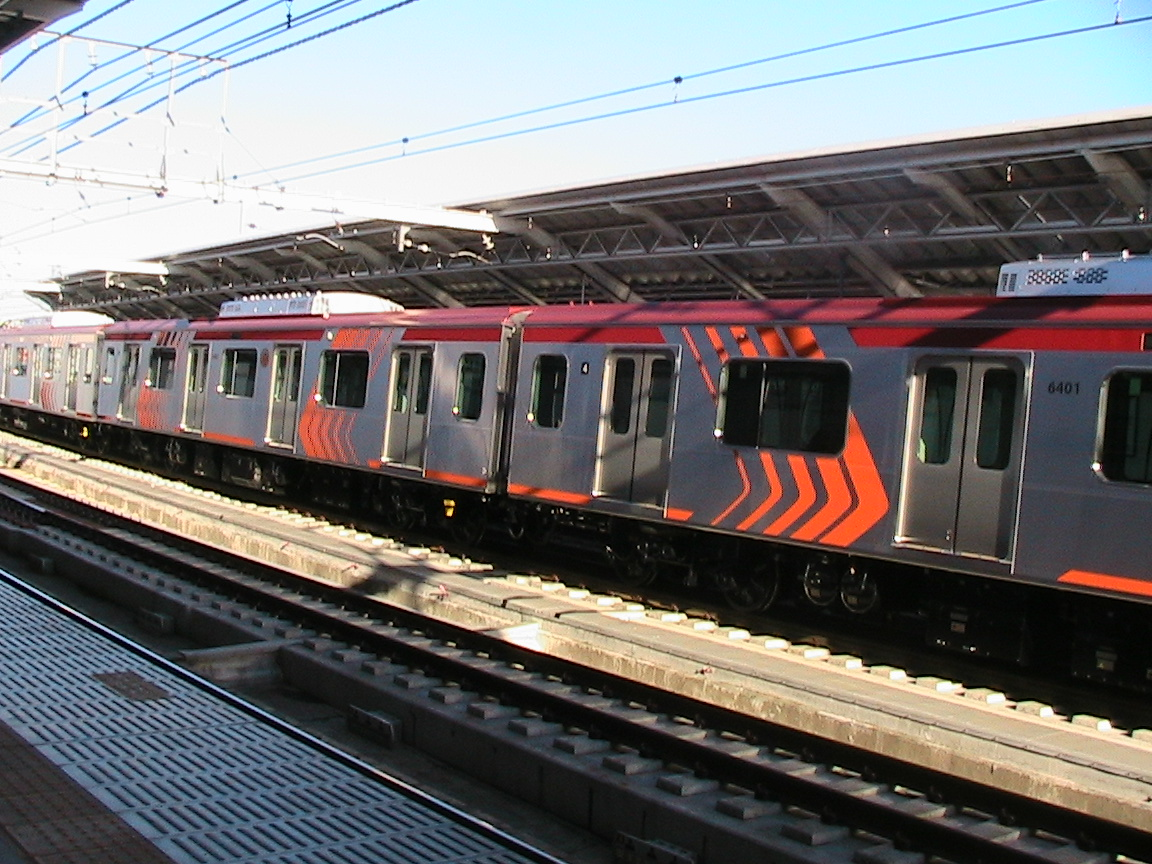
3・4号車 （2008年2月17日 / 二子新地駅）
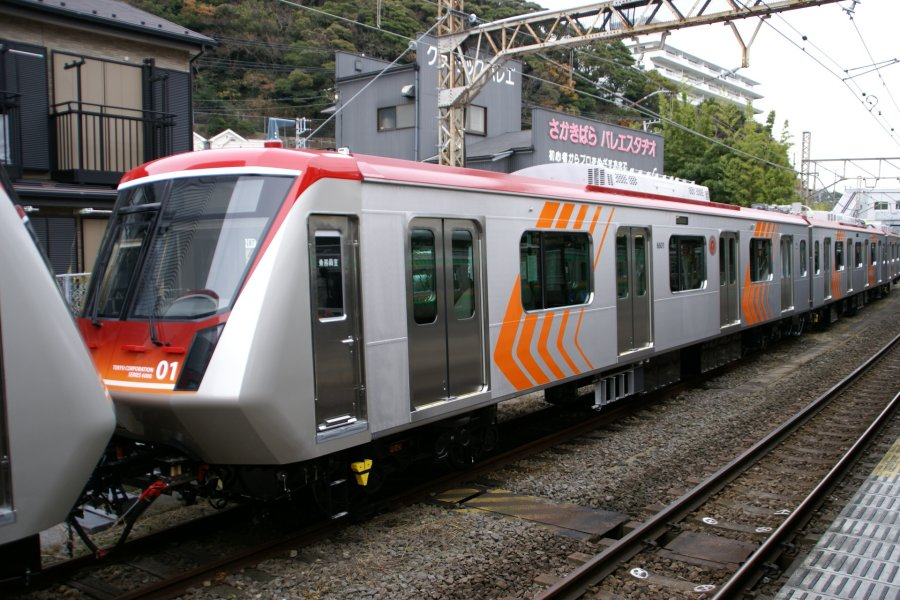
甲種車両輸送時の6101F 側面上下の帯がない。 （2007年12月25日 / 逗子駅）

### 車内
客室のカラースキームは、車端部を木目調、そのほかの壁面は白を基調としている。
座席はすべてロングシートで、1人あたりの掛け幅は460mmである。形状や材質は5000系3次車以降や7000系と共通であるが、座席モケットの色は座面部が橙色、背もたれ部が赤や橙色などを配したモザイクである。座席周りの手すりはカーブを描く形状のUD手すり（ユニバーサルデザイン手すり）を採用。5000系5次車より優先席部に用いられていたもので、本系列では7000系同様に全面的に使用されている。
座席前のつり革位置は床面から1,630mmが基本であるが、これもユニバーサルデザインの一環として1,580mmのものを3個配置することで小柄な乗客・子供・高齢者がつかまりやすいように配慮されている。荷棚は金網構成で、3000系より20mm位置を低くしている。
車椅子スペースは中間電動車のデハ6200・6500形の車端部に各1か所設置されている。この部分もユニバーサルデザインの一環として7000系と同様に手すりを横方向に2段設置し、車椅子利用の乗客以外にもベビーカー利用の乗客や立席の乗客に対しても配慮されている。また各車の車端部には優先席が設けられている。下り方（下り方先頭車は上り方）に配置されており、田園都市線・大井町線の他系列とは異なる配置とされた。
客室側窓は車端部に固定式を1枚、客用ドア間に5000系列に準じた下降式のものを1枚配している。窓ガラスは熱線吸収および紫外線カットを図っており、5000系列や7000系と同様に巻き上げカーテンは省略されている。
客用ドアは5000系6次車と同一仕様で、室内側は化粧板仕上げとされ、戸当たり部分には黄色のマーキングを施している。窓ガラスは結露防止の観点から複層構造が採用されている。各車両間の貫通扉は5000系5次車以降と同じく傾斜式戸閉装置（上吊り傾斜レールによるドアクローザ）を採用されている。
客用ドア上部にはTIPによる15インチ液晶ディスプレイ（LCD）を2基設置している。5000系列と同一のレイアウトであり、右側に停車駅・乗り換え案内・ドア開閉方向・駅ホーム設備案内などを表示するほか、異常時における運行情報を表示する。左側は「TOQビジョン」で、動画広告を表示することも可能である。そのほかにも多チャンネル機能を有しており、車内の左右で異なる画面を表示することが可能である。さらに、ドアチャイムとドア開閉表示灯も設置している。
運転室の機器配置は5000系列と共通である。運転室と客室の仕切窓は5000系列と同じ構成であるが、運転席背後の窓寸法は5000系列より縮小されているほか、この窓のみ遮光ガラスが使用されている。運転席背後と仕切扉には遮光幕が設置されている。

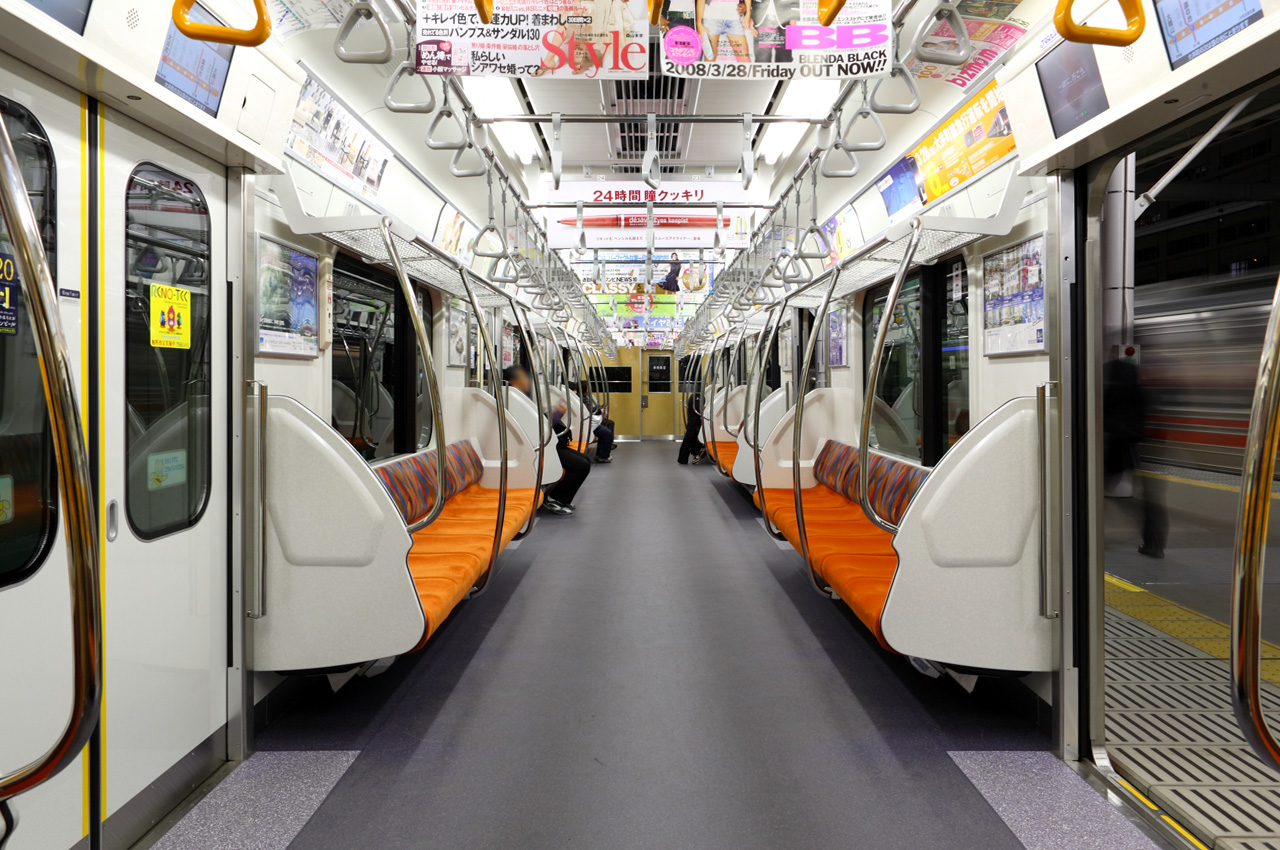
車内（クハ6600形）
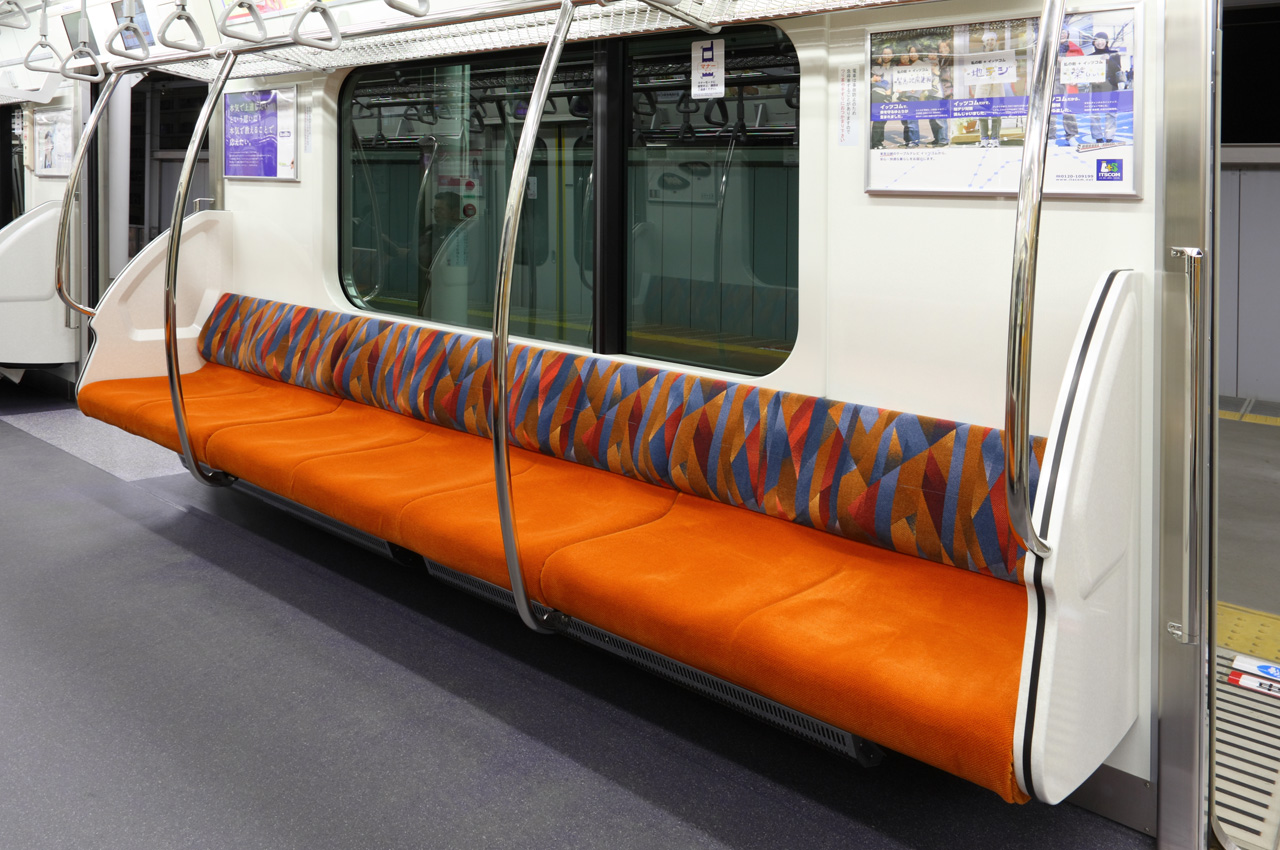
7人掛け座席
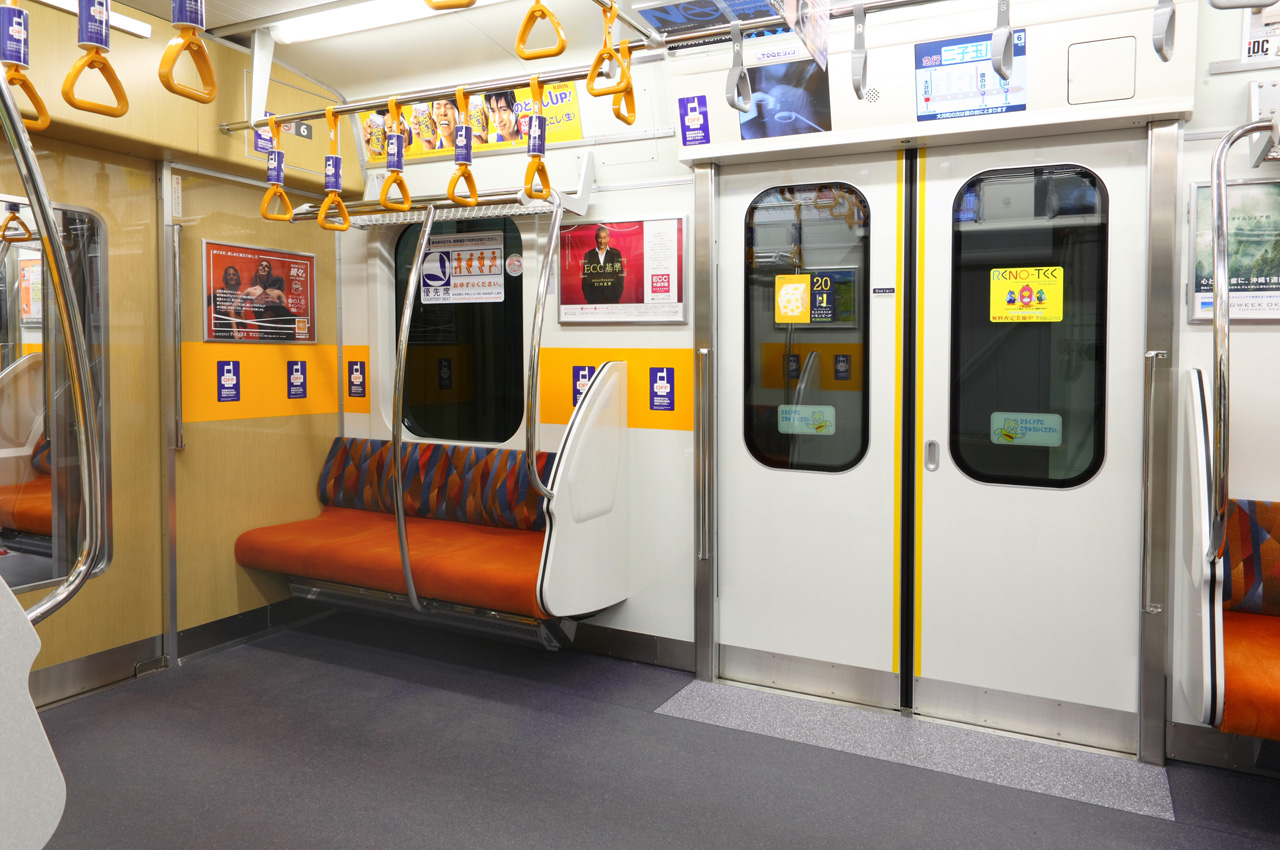
優先席周辺（クハ6600形）
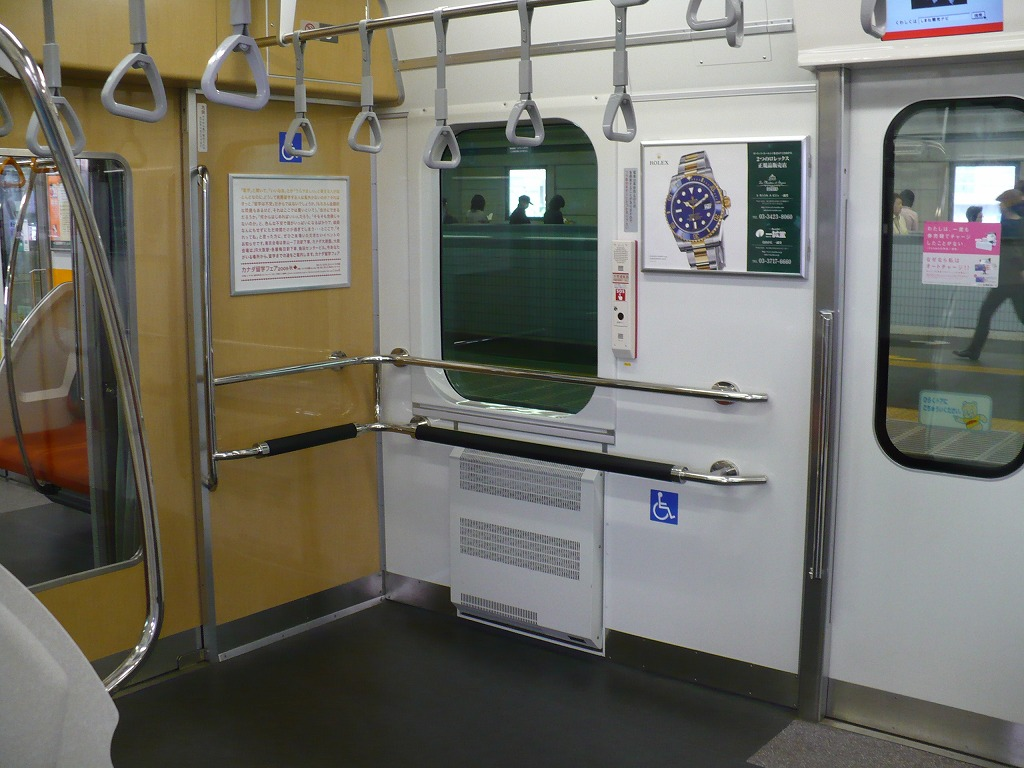
車端部の車椅子スペース
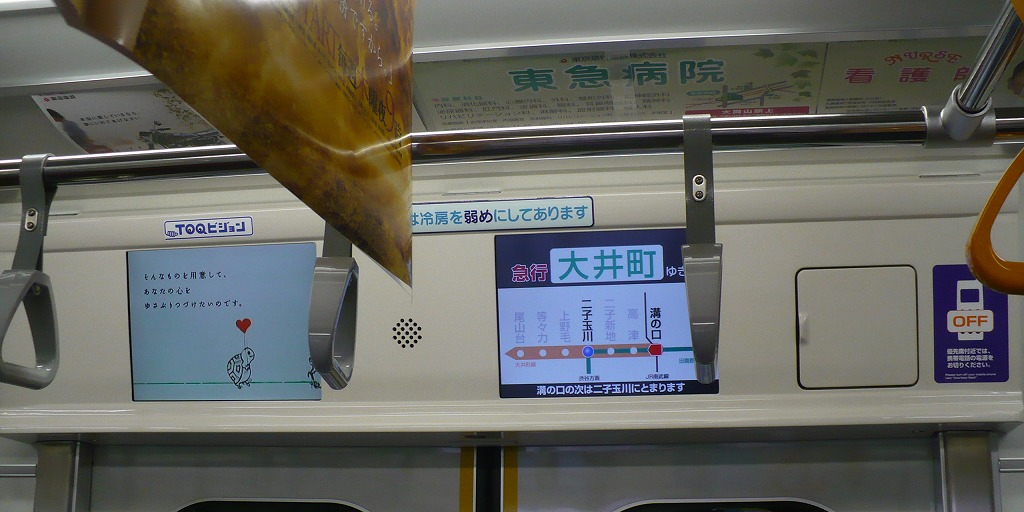
車内案内表示器（15インチLCD）
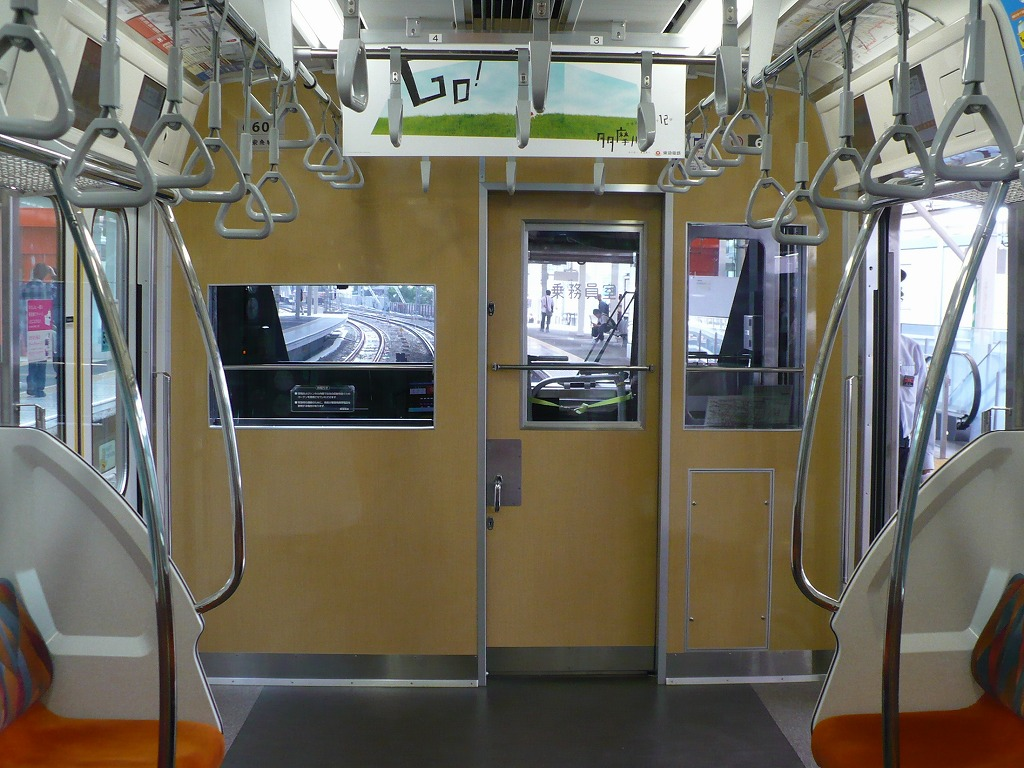
乗務員室背面仕切壁

### 走行機器
概ね5080系に準拠している。
主回路システムは5080系と同一の東芝製IGBT素子（IEGT）による2レベル方式のVVVFインバータ制御（容量 3,300V/1,200A）で、回生ブレーキ機能と全電気ブレーキ機能を有する。1つのインバータで4基の主電動機を駆動する1C4M方式とし、1C4M2群のユニットをデハ6500形に、同1群のユニットをデハ6200形に搭載する。
補助電源装置は、IGBT素子による容量210kVAの静止形インバータ（SIV）をサハ6300形とデハ6400形に搭載する。 
主電動機は5000系列・7000系と同一の190kWかご形三相誘導電動機（TKM-99A）である。歯車比（6.21）や駆動装置にTD継手を採用している点も5000系列や7000系と同一である。

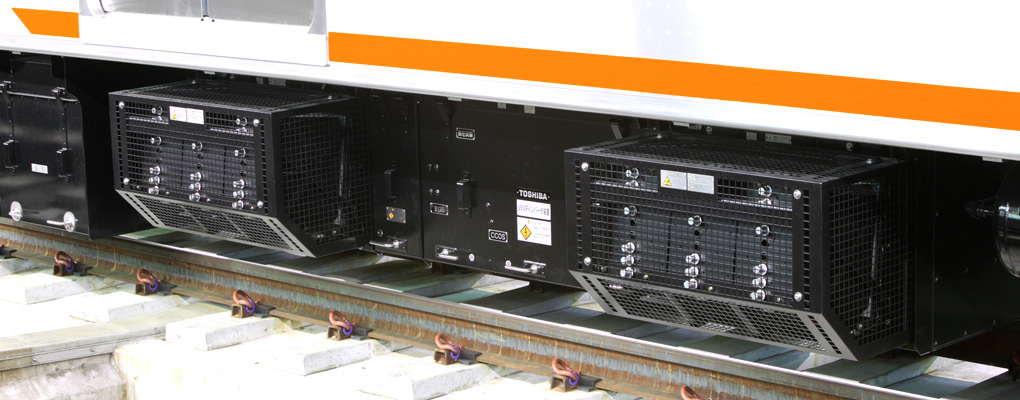
2群用VVVFインバータ装置 （デハ6500形）
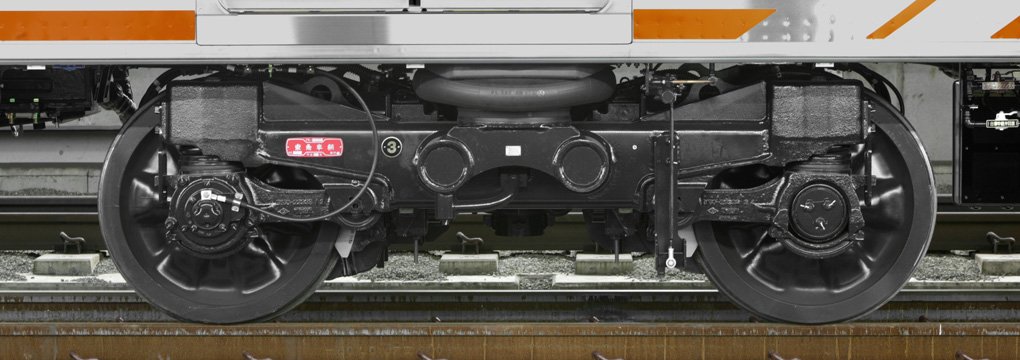
TS-1019A 電動台車
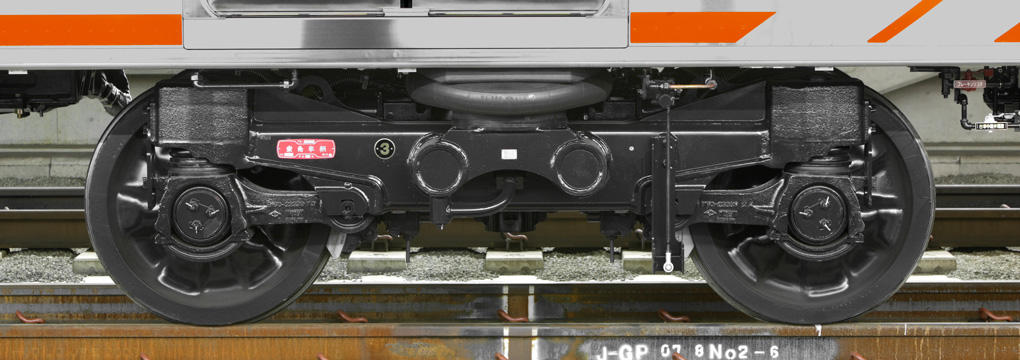
TS-1020A 付随台車

台車は5000系列と同一のTS-1019A（電動台車）・TS-1020A（付随台車）、東急車輛製造製の軸梁式ボルスタレス台車で、ホイールベースは2,100mmである。基本構造は両者とも共通化されており、基礎ブレーキ装置はユニットブレーキとされている。
パンタグラフはシングルアーム式で、デハ6200形に1基、デハ6500形に2基搭載し、上昇検知装置を備える。
空気圧縮機は騒音低減を図ったスクロール式で、サハ6300形とデハ6400形に各1台搭載される。
保安装置はATC-Pのみ装備する。大井町方先頭車のクハ6100形に車上装置を、溝の口方先頭車のクハ6600形に受信用増幅器を搭載し、両車間を制御伝送するシステムとしている。このATC装置には情報伝送装置（トランスポンダ）を用いることで「駅停車制御」・「臨時速度制御」・「踏切制御」の機能が付加されている。

## 導入後の変遷

### 7両編成化

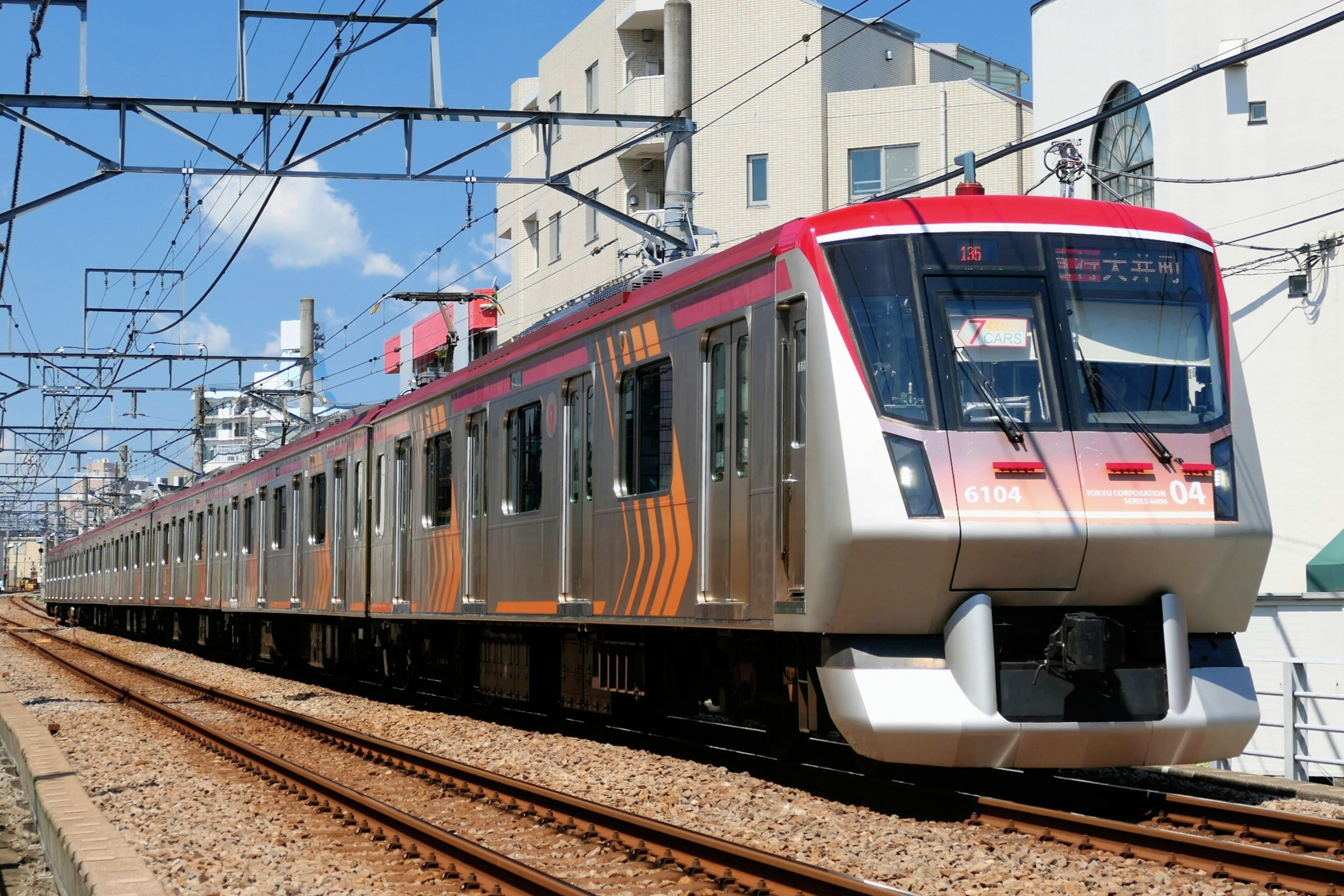
7両編成化された6000系

2017年度下期より輸送力増強のため、大井町線の急行列車を6両編成から7両編成へ変更することとなり、これに伴い中間車の増結が行われた。
2017年8月29日から30日にかけてデハ6300形6両が総合車両製作所横浜事業所から輸送された。9月には6103Fが作業を始め、試運転の後、2017年11月4日より7両編成での営業運転を開始した。以降順次増結が行われ、2018年2月9日の6101Fを最後に6両編成での運用が終了、3月2日より6101Fも7両編成での営業運転を開始している。
新造した中間車は5000系と異なり主に内装デザインにおいて既存車と仕様が揃えられた面が多く、目立った変更点は車椅子スペースの設置と妻引戸窓の大型化、床面や台車の小変更程度（いずれも5000系に準じたもの）である。また側引戸やLCDに5000系6扉車からの流用品が使用されており、その部分のみ色が異なっている。

### Qシート車の組み込み
2019年度から、6020系に続き6000系のうち2編成にもQシートが導入されることとなり、組み込みが行われた。Qシート車は、基本的に6020系の車両に準じた仕様であるが、車体構造や車外の表記類は既存の6000系車両に揃えられており、本系列においては扉・窓のフレームにもラッピングが施されている。また優先席が6020系揃え（全ての車端部に配置）であることから、他の中間車と異なる変則的なものとなった。
2019年4月23日から24日にかけてデュアルシート仕様のデハ6300形2両が輸送された。それぞれ6301・6302（ともに3代目）となり、6101F・6102Fに組み込まれている。6101Fは4月末に編成替えを行い、試運転の後に5月28日よりQシート組み込みでの営業運転を開始。6102Fは6月中旬に編成替え、試運転の後に7月16日より営業運転に就いた。
これにより余剰となったロングシート仕様のデハ6301・6302（ともに2代目）は9月4日から6日にかけて総合車両製作所横浜事業所へ輸送されたのち、2021年にデハ5489・5490として改造され5080系に編入、新造車とともに目黒線8両化に使用された。

### その他
- 2014年度に全編成の室内灯がLED化された。
  - 6104Fにおいては2011年11月からLED照明の試験を実施していた[9]。当初は1号車のみであった後に他の号車にも拡大[9]、号車ごとに異なるメーカーの灯具を使用しているものの、初の全車LED照明採用編成となっていた[9]。その後、本採用直前には1号車を除いて一時的に蛍光灯に戻された[9]。
- 2019年頃より、車内の防犯カメラ設置が行われており、本系列では、車内照明と一体型のタイプが採用されている[10]。
- 2019年度から2021年度にかけてTIP装置のデジタル化（LCDの17インチ化）が行われている。このうち6101F・6102FはQシートの組み込みと同時に実施された。

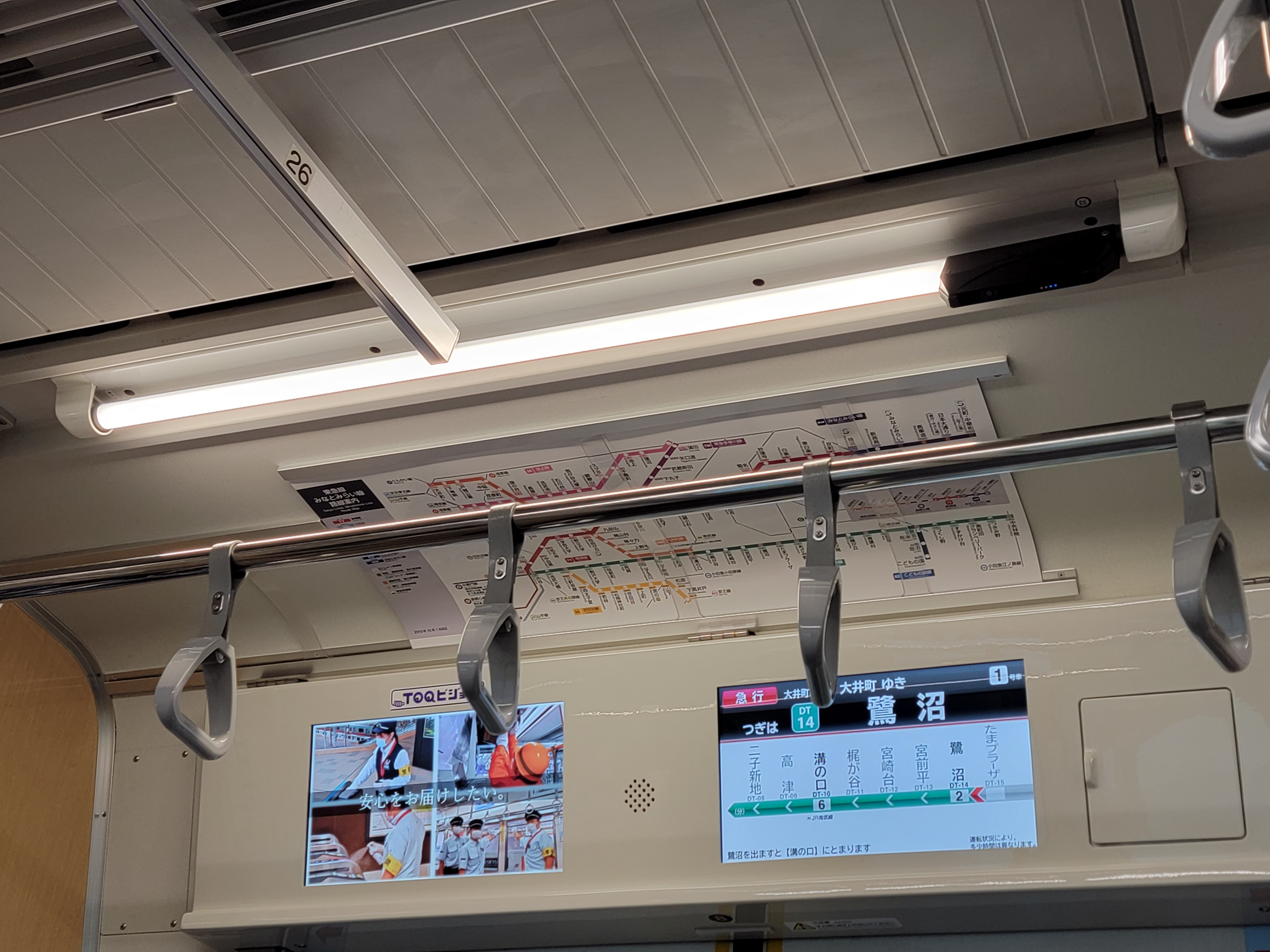
車内照明一体型の防犯カメラと車内案内表示器

## 編成表
|                     | ← 大井町二子玉川・溝の口・鷺沼・長津田・中央林間 → | ← 大井町二子玉川・溝の口・鷺沼・長津田・中央林間 → | ← 大井町二子玉川・溝の口・鷺沼・長津田・中央林間 → | ← 大井町二子玉川・溝の口・鷺沼・長津田・中央林間 → | ← 大井町二子玉川・溝の口・鷺沼・長津田・中央林間 → | ← 大井町二子玉川・溝の口・鷺沼・長津田・中央林間 → | ← 大井町二子玉川・溝の口・鷺沼・長津田・中央林間 → | 備考                                  |
| 号車                | 1                                                  | 2                                                  | 3                                                  | 4                                                  | 5                                                  | 6                                                  | 7                                                  | 備考                                  |
| 形式                | クハ6100 （Tc2）                                   | ＜ デハ6200 （M）●                                 | ＜ デハ6300 ●（M）                                 | サハ6400 （T）                                     | デハ6500 （M2）                                    | ＜ ＞ デハ6600 ●（M1）                             | クハ6700 （Tc1）                                   | 備考                                  |
| 搭載機器            |                                                    | VVVF1                                              | VVVF1                                              | SIV,CP                                             | SIV,CP                                             | VVVF2                                              |                                                    | 備考                                  |
| 車両番号 （旧車号） | 6103 ： 6106                                       | 6203 ： 6206                                       | 6303（Ⅱ） （新造） ： 6306（Ⅱ） （新造）           | 6403（Ⅱ） （6303） ： 6406（Ⅱ） （6306）           | 6503（Ⅱ） （6403） ： 6506（Ⅱ） （6406）           | 6603（Ⅱ） （6503） ： 6606（Ⅱ） （6506）           | 6703 （6603） ： 6706 （6606）                     | 新造の3号車を挿入、 旧3 - 6号車は改番 |

|                     | ← 大井町二子玉川・溝の口・鷺沼・長津田・中央林間 → | ← 大井町二子玉川・溝の口・鷺沼・長津田・中央林間 → | ← 大井町二子玉川・溝の口・鷺沼・長津田・中央林間 → | ← 大井町二子玉川・溝の口・鷺沼・長津田・中央林間 → | ← 大井町二子玉川・溝の口・鷺沼・長津田・中央林間 → | ← 大井町二子玉川・溝の口・鷺沼・長津田・中央林間 → | ← 大井町二子玉川・溝の口・鷺沼・長津田・中央林間 → | 備考                                                             |
| 号車                | 1                                                  | 2                                                  | 3                                                  | 4                                                  | 5                                                  | 6                                                  | 7                                                  | 備考                                                             |
| 形式                | クハ6100 (Tc2）                                    | ＜ デハ6200 （M）●                                 | ＜ デハ6300 ●（M）                                 | サハ6400 （T）                                     | デハ6500 （M2）                                    | ＜ ＞ デハ6600 ●（M1）                             | クハ6700 （Tc1）                                   | 備考                                                             |
| 搭載機器            |                                                    | VVVF1                                              | VVVF1                                              | SIV,CP                                             | SIV,CP                                             | VVVF2                                              |                                                    | 備考                                                             |
| 車両番号 （旧車号） | 6101 6102                                          | 6201 6202                                          | 6301（Ⅲ） （新造） 6302（Ⅲ） （新造）              | 6401（Ⅱ） （6301） 6402（Ⅱ） （6302）              | 6501（Ⅱ） （6401） 6502（Ⅱ） （6402）              | 6601（Ⅱ） （6501） 6602（Ⅱ） （6502）              | 6701 （6601） 6702 （6602）                        | 他編成と共に7両化した後、3号車を差し替え 余剰の2両は5080系へ編入 |

|          | ← 大井町二子玉川・溝の口・鷺沼・長津田・中央林間 → |                    |                |                 |                        |                  |
| 号車     | 1                                                  | 2                  | 3              | 4               | 5                      | 6                |
| 形式     | クハ6100 （Tc2）                                   | ＜ デハ6200 （M）● | サハ6300 （T） | デハ6400 （M2） | ＜ ＞ デハ6500 ●（M1） | クハ6600 （Tc1） |
| 搭載機器 |                                                    | VVVF1              | SIV,CP         | SIV,CP          | VVVF2                  |                  |
| 自重     | 26.9 t                                             | 30.7 t             | 28.2 t         | 33.3 t          | 32.9 t                 | 26.8 t           |
| 車両番号 | 6101 ： 6106                                       | 6201 ： 6206       | 6301 ： 6306   | 6401 ： 6406    | 6501 ： 6506           | 6601 ： 6606     |

凡例・備考
- VVVF1：主制御器（VVVFインバータ/1C4M1群）
- VVVF2：主制御器（VVVFインバータ/1C4M2群）
- SIV：補助電源装置（静止形インバータ）
- CP：空気圧縮機
- ＜＞：集電装置（シングルアームパンタグラフ）
- ●：車椅子スペース設置箇所
- 網掛け（■）：Qシート車
- （Ⅱ）：同じ番号を名乗る2代目の車両
- （Ⅲ）：同じ番号を名乗る3代目の車両

## 車体装飾
- 2008年3月28日の運転開始は3編成にヘッドマークの装着と車体広告の貼付を行っていた。6101Fは6000系デビューのヘッドマーク2種類（うち1種類は旧6000系と一緒に表記）が、6104Fは「東急お台場パス」のヘッドマークと車体広告、6105Fは大井町線急行運転開始の車体広告を施している。